# Ben Fuller (Theaterleiter)

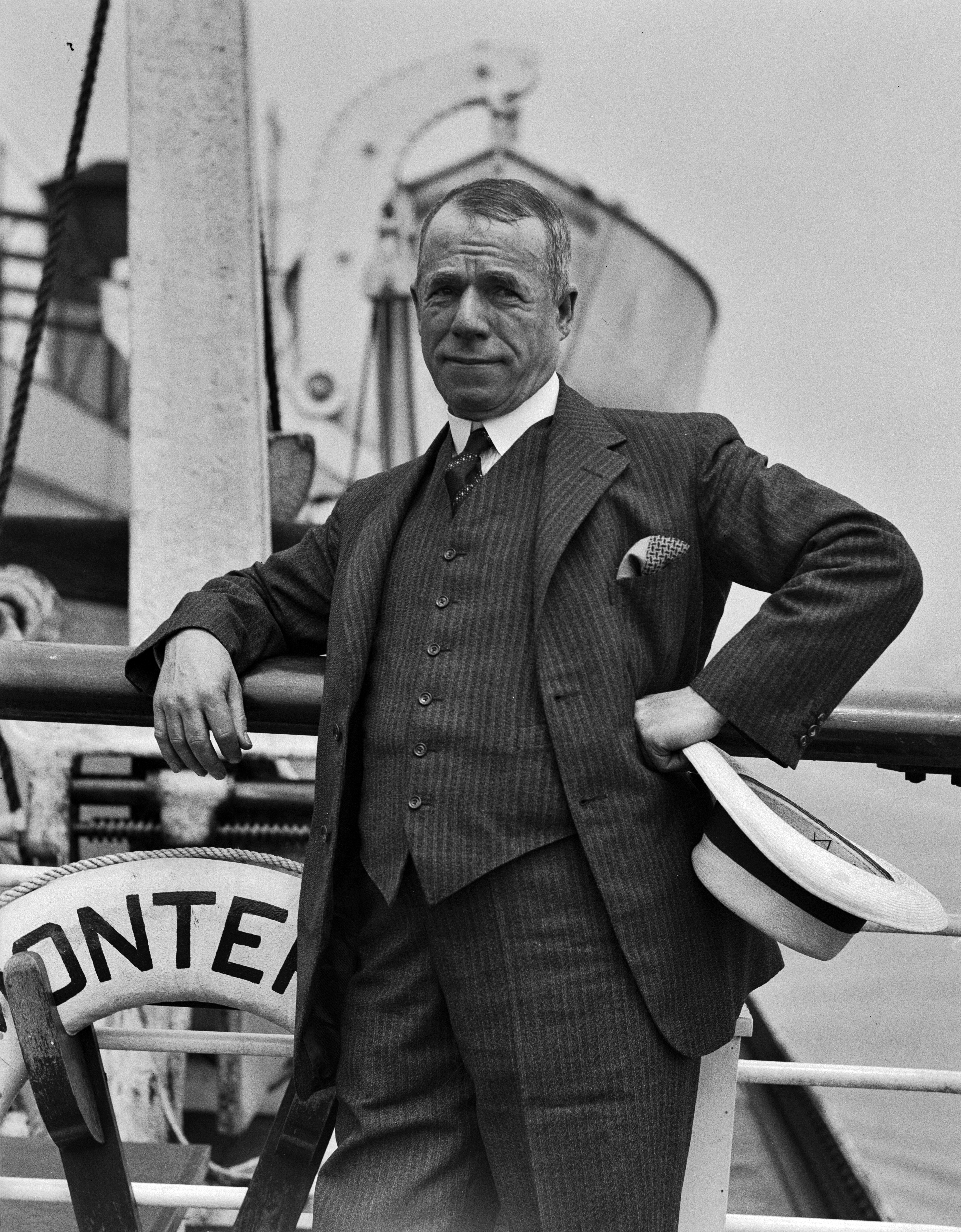
Ben Fuller (1933)

Sir Benjamin John Fuller (* 20. März 1875 in London; † 10. März 1952 ebenda) war ein australischer Theaterunternehmer englischer Herkunft.

## Leben
Der Sohn des Komponisten und Theaterunternehmers John Fuller trat im Alter von neuen Jahren drei Monate lang in einer Jugendaufführung von Gilbert und Sullivans The Pirates of Penzance am Savoy Theatre auf. 1886 trat er mit Montague Robeys Midget Minstrels auf und wurde dann Mitglied von Warwick Grays Juvenile Opera Company. An den Wochenenden wirkte er in der Minstrel Show seines Vaters mit.
Nachdem sein Vater 1889 nach Australien gegangen war, arbeitete Fuller ein Jahr lang in einem Ingenieurbüro und tourte dann als Bühnenhelfer mit Harry Liston durch England. 1894 reiste er als Stewart und Bordpianist auf der Austral nach Adelaide, wo er seinen Vater traf. Mit dessen Minsteel Show tourte er durch Neuseeland, und die Familie ließ sich 1894 schließlich in Auckland nieder. Hier eröffnete sein Vater eine Show mit Wachsfiguren, Laterna-magica-Vorführungen und Vaudeville-Einlagen, in denen Ben auftrat.

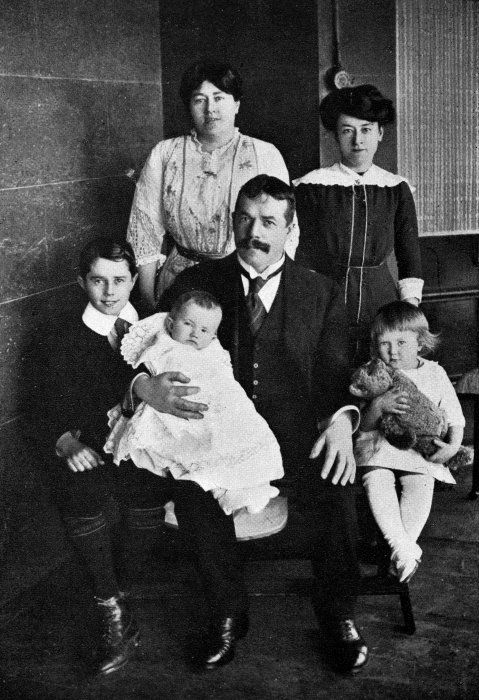
Ben Fuller und Familie (1913)

Mit der Show zog die Familie nach Dunedin, wo Ben blieb und so erfolgreich war, dass er bald Häuser in Christchurch und Wellington eröffnen konnte. Mit Unterstützung seiner Familie konnte er den Betrieb kontinuierlich erweitern, und 1907 stiegen die Fullers in das neuseeländische Filmgeschäft ein. 1912 expandierten sie nach Australien, wo sie James Brennans Vaudeville-Truppe übernahmen und Schauspieler wie Queenie Paul, Jim Gérald und George Stevenson Wallace sowie die Komiker Stiffy und Mo (Nat Phillips und Roy Rene) auftreten ließen.
1916 übernahm er mit seinem Bruder John die Direktion der John Fuller & Sons Ltd. Sie führten während des Ersten Weltkrieges Pantomimen und Melodramen und 1916 italienische Opern auf. Mit Thomas Rofe, dem Eigentümer des Grand Opera House, gründete Fuller 1917 die Theatrical Proprietors’ and Managers’ Association (heute Live Performance Australia), deren erster Präsident George Tallis wurde.
Von 1923 bis 1926 arbeiteten die Fullers mit Hugh Ward auf dem Gebiet des Musiktheaters zusammen. Sie eröffneten Ende 1923 das Princess Theatre in Melbourne mit The O’Brien Girl und erbauten in Sydney das St James Theatre, das sie 1926 mit No, No, Nanette eröffneten. 1928 engagierte Fuller Gladys Moncrieff für die Aufführung von Gladys Moncrieff. 1929 übernahm er mit Frank Albert die Leitung der Australian Broadcasting Co. Anfang der 1930er Jahre waren praktisch alle Theater im Fullerschen Besitz mit Kinovorführgeräten ausgestattet.
1934 trennte sich Fuller von den Familienunternehmungen und unternahm den Versuch, zum klassischen Theaterbetrieb zurückzukehren. Eine Opernkompagnie, die er 1934 in Melbourne gründete, musste er bereits 1935 wegen finanzieller Probleme wieder auflösen. Ab 1939 arbeitete er mit Garnet Carroll zusammen, und 1946 wurde er Direktor der Carroll-Fuller Theatre Company Pty Ltd. Diese  sponserte 1948 die Tournee der Old Vic Theatre Company mit Laurence Olivier. 1951 brachte Fuller mit James Cassius Williamson, Cyril Ritchard und Madge Elliott Private Lives auf die Bühne. Fullers letzte Produktion war die amerikanische Komödie The Moon Is Blue.